# Крылов, Юрий Николаевич
Юрий Николаевич Крылов (11 марта 1930, село Октябрьская фабрика, Красногорский район, Московская область, РСФСР, СССР — 4 ноября 1979, Москва, РСФСР, СССР) — советский хоккеист. Заслуженный мастер спорта СССР (1954).

## Биография
Окончил школу тренеров при ГЦОЛИФК (1964).
Выступал в 1951—1965 за Динамо (Москва), в сборной СССР — 1954—1959.
В 1966—1975 тренер СДЮШОР по хоккею «Динамо» (Москва).
Умер в 1979 году. Похоронен на Ваганьковском кладбище (21 уч.).

## Достижения
- Чемпион ЗОИ 1956.
- Чемпион мира 1954, 1956. Серебряный призёр ЧМ 1955, 1958, 1959. На ЧМ и ЗОИ — 37 матчей, забросил 15 шайб.
- Чемпион СССР 1954. В чемпионатах СССР — 352 матча, 144 шайбы.
- Обладатель Кубка СССР 1953.
- Член Зала славы Отечественного хоккея (2004).

## Награды
- Медаль «За трудовую доблесть» (27.04.1957) — «за успехи, достигнутые в деле развития массового физкультурного движения в стране, повышения мастерства советских спортсменов, и успешное выступление на международных соревнованиях»